# Suite française

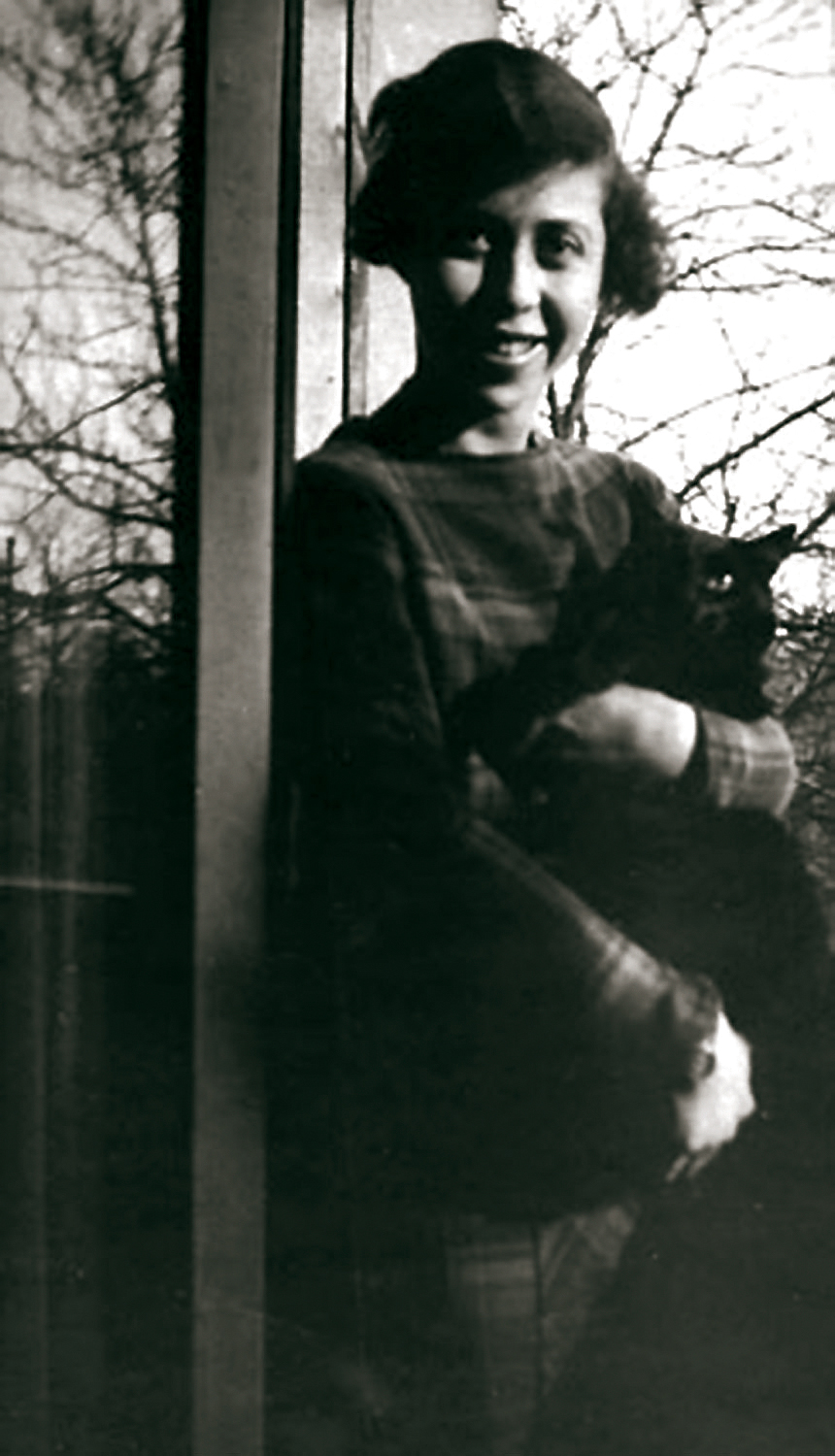
Irène Némirovsky com 25 anos de idade.

Suite française (pronúncia em francês: [sɥit fʁɑ̃sɛz] (Suite Francesa (título em Portugal) ou Suíte Francesa (título no Brasil)) é o título de uma planejada série de romances inacabada escrita por Irène Némirovsky, uma escritora Francesa de origem Ucraniana-Judaíca. O livro se passa durante a Ocupação Nazista na França. Em Julho de 1942, Némirovsky foi presa como judia e levada para Pithiviers e depois para Auschwitz, onde foi assassinada, vítima do Holocausto. O livro de anotações contendo dois romances foi preservado por suas filhas, mas não foi examinado até 1998. Eles foram lançados em um único volume intitulado Suite française em 2004.
Em 2015, o livro ganhou uma adaptação para o cinema estrelando Michelle Williams, Matthias Schoenaerts e Kristin Scott Thomas.